# 天山路
天山路是中国上海市长宁区的一条街道，东西走向，东起延安西路，西至哈密路。全长3803米，宽17.4米到42.9米。
天山路原名林肯路（Lincoln Avenue），1925年上海公共租界工部局越界筑路，以美国总统林肯命名。當時林肯路西至罗别根路，東至大西路，全长3.8公里。道路起初是黄土路。1943年汪精卫政府接收租界时，改名为天山路。道路由黄土路翻建为煤屑路。1947年改名为羽林路，1949年恢复天山路名称。此后沿路修建天山新村和工厂，而且當局在1950年代建設天山新村時順便拓寬天山路。1958年，天山路东段建成天山一条街，這是配套新建的天山新村的商业街，1960年7月1日正式开业。1980年代，长宁区财贸办在天山一条街主办的天山街市，這是一個贸易集会。

## 交会道路（西向东）
- 北虹路
- 哈密路
- 双流路
- 威宁路
- 天中路
- 水城路
- 芙蓉江路
- 古北路
- 娄山关路
- 遵义路
- 中山西路
- 延安西路

## 建築
天山路威寧路口有缤谷文化休闲广场，西座於2010年開業，東座於2016年4月30日開業。